# ترینه کوفیست
ترینه کوفیست (دانمارکی: Trine Qvist؛ زادهٔ ۸ ژوئن ۱۹۶۶) ورزشکار کرلینگ اهل دانمارک بود.